# Prudence-Guillaume de Roujoux
Prudence-Guillaume de Roujoux, 2n baró de Roujoux (Landerneau, 4 de juliol del 1779 - París, 7 d'octubre del 1836) va ser un historiador, escriptor i historiador francès, prefecte dels Pirineus Orientals i del departament napoleònic del Ter.

## Biografia
Era fill de l'advocat Louis Julien de Roujoux, que fou diputat a l'Assemblea legislativa del 1791, membre del Tribunat i prefecte de Saona i Loira durant el Primer Imperi francès. En Prudence-Guillaume tingué una excel·lent formació a l'École polytechnique (desembre del 1796), que li permeté entrar a la marina reial i ser inclòs a l'Estat Major de l'expedició que el 1800 va fer el contra-almirall Lacrosse a Guadalupe. Posteriorment, i gràcies a una molt bona memòria estadística que elaborà, fou nomenat sots-prefecte de Dole (Jura) el 4 de desembre del 1805, i de Saint-Pol-sur-Ternoise (Artois), el 14 de gener del 1811. Durant la Guerra del Francès, va ser prefecte del departament del Ter (febrer del 1812-1813) i del resultant de la fusió amb el departament del Segre (1813-1814).
Durant l'època de la Restauració (1814-1830) fou relegat políticament, amb un parèntesi en el govern dels cent dies que li donà del 5 d'abril al 8 de juliol del 1815 la Prefectura dels Pirineus Orientals. La Revolució de juliol del 1830 el feu, del 19 d'agost del 1830 a 29 de gener del 1833, prefecte de l'Òlt. Novament apartat de l'administració, continuà dedicant-se a la literatura, especialment la històrica, que havia començat a cultivar ja el 1811. Encara que publicà un gran nombre de llibres, les seves poesies, però, no es van recopilar. Va dedicar-se al periodisme i el 1816 era propietari i director del Journal de France.
Fou membre de l'Institut Historique de París, va rebre la Creu de Juliol i va ser distingit el 4 d'abril del 1831 amb el grau de cavaller de la Legió d'Honor francesa. En morir fou enterrat, com el seu pare, al cementiri de Landerneau.

## Obres
- Statistique de Saòne-et-Loire, publiée par ordre du ministre de l'intérieur.  París: Leclèr, 1802. Reeditada a:  «Statistique». Moniteur, 14, 17 avril 1805. Reeditada a: Lex, Léonce. Le Passage de Napoléon Ier en Saône-et-Loire et la première Statistique du département (1805), publiés, d'après le général Thiard.  Mâcon: Impr. de X. Perroux, 1901.
- Notice historique sur M. de Cambry, membre de l'Académie celtique, de celle des antiquaires de Cortone et de plusieurs sociétés savantes, par un associé correspondant de l'Académie celtique.  Dole: Imp. de Florent Prudent, 1808.[3]
- Essai d'une histoire des révolutions arrivées dans les sciences et les beaux-arts, depuis les temps héroïques jusqu'à nos jours.  París: impr. de A. Egron, 1811. («volum I digitalitzat». «volum II digitalitzat». «volum III digitalitzat».)
- Prophétie de Saint-Césaire, d'Arles, au VIe siècle, et fragment de l'histoire de la ville d'Ys.  París: A. Egron, 1814.[3]
- Le préfet, chevalier de Roujoux. Aux habitans des Pyrénées orientales, Français, Il est des événemens que toute la prudence humaine ne saurait ni calculer ni éviter [full volant].  Perpinyà: chez Pierre Tastu, 1815.
- Don Manuel, anecdote espagnole, par H. de R..., auteur de l'Histoire des révolutions des sciences et des beaux-arts.  París: Maradan, 1821.
- Vosgien. Nouveau dictionnaire géographique universelle... rédigé sur un plan nouveau par M. le chevalier de Roujoux. 6e éd..  París: Lebigre frères, 1822.
- Dictionnaire classique italien-français = Dizionario classico francese-italiano.  París : Berlin: Librairie classique élémentaire, 1826.
- Lingard, John; Marlès, [Jules Lacroix de]; Baron de Roujoux (trad.). Histoire d'Angleterre du Dr Lingard; continuée depuis la Révolution de 1688 jusqu'en 1837 par M. de Marlès.  París: Parent-Desbarres, 1825-1838.
- Baroun de Roujoux; Nodier, Charles. Poésies inédites de Clotilde de Surville, poète français du XVe siècle.  París: Nepveu, 1826.
- Histoire des rois et des ducs de Bretagne.  París: Ladvocat, 1828-1829.
- Le Monde en estampes, ou Géographies des cinq parties du monde, précédée d'un Précis de géographie universelle.  París: libr. de A. Nepveu, 1828.
- Baroun de Roujoux; Nodier, Charles (éd.); Taylor, Isidore(éd.). Histoire pittoresque de l'Angleterre et de ses possessions dans les Indes, depuis les temps les plus reculés jusqu'à la réforme de 1830.  París: Administration de l'Histoire pittoresque d'Angleterre, 1834-1836.
- Moore, Thomas; Baron de Roujoux (trad.). Histoire de l'Irlande.  Lyon: Pélagaud, Lesne et Crozet, 1836.
- Entretiens géographiques composés d'après les leçons de l'abbé Gaultier, augmentés de nombreuses notions statistiques et des divisions nouvelles des diverses parties du globe.  Lyon: Pélagaud et Lesne, 1839.